# Agrilus duncani
Agrilus duncani es una especie de insecto del género Agrilus, familia Buprestidae, orden Coleoptera. Fue descrito por Knull, 1929.
Se encuentra en Arizona y en México.